# يوردان أوسوريو
يوردان أوسوريو (بالإسبانية: Yordan Osorio)‏ (10 مايو 1994 بباريناس في فنزويلا - ) هو لاعب كرة قدم فنزويلي في مركز الدفاع. لعب مع نادي بورتو.

## روابط خارجية
- يوردان أوسوريو على موقع الاتحاد الأوربي (الإنجليزية)
- يوردان أوسوريو على موقع قاعدة بيانات كرة القدم.إي يو (الإنجليزية)
- يوردان أوسوريو على موقع ناشيونال فوتبول تيمز (الإنجليزية)
- يوردان أوسوريو على موقع Soccerway.com (الإنجليزية)
- يوردان أوسوريو على موقع AS.com (الإسبانية)